# Fritz von Bothmer
Friedrich Eduard Maximilian Graf von Bothmer (* 21. Dezember 1883 in München; † 13. November 1941 in Salzburg) war ein deutscher Sportpädagoge. Zunächst königlich bayerischer Hauptmann war er später Lehrer an der ersten Waldorfschule in Stuttgart. Er entwickelte die Bothmer-Gymnastik.

## Leben
Bothmer war Sohn des königlich bayerischen Obersten Moritz Graf von Bothmer (1845–1895) und der Sophie Edle von Taeuffenbach (1851–1920); damit war er ein Neffe von Generaloberst Felix von Bothmer. 1902 machte er Abitur am Wilhelmsgymnasium München und trat anschließend in den bayerischen Militärdienst. Am 22. Oktober 1913 heiratete er Hildegard Freiin von und zu der Tann-Rathsamhausen (* 14. Dezember 1888 in Augsburg; † 26. Mai 1955 in Stuttgart), die Tochter des königlich bayerischen Kämmerers und Generalmajors Ludwig Freiherr von und zu der Tann-Rathsamhausen und der Sophie Freiin von Feilitzsch. Aus dieser Ehe stammen vier Kinder.
Bothmer entwickelte ab 1922 in Zusammenarbeit mit Rudolf Steiner, die später nach ihm benannte Bothmer-Gymnastik. Diese besteht aus einer Reihe von Bewegungsabfolgen, die auf dem Zusammenspiel zwischen der menschlichen Gestalt, ihren elementaren funktionellen Gegebenheiten und der Raumdimensionalität basiert.